# Opera (Italië)
Opera is een gemeente in de Italiaanse metropolitane stad Milaan (regio Lombardije) en telt 13.395 inwoners (31-12-2004). De oppervlakte bedraagt 7,6 km², de bevolkingsdichtheid is 1842,93 inwoners per km².
De volgende frazioni maken deel uit van de gemeente: Noverasco.

## Demografie
Opera telt ongeveer 5574 huishoudens. Het aantal inwoners steeg in de periode 1991-2001 met 1,0% volgens cijfers uit de tienjaarlijkse volkstellingen van ISTAT.
| Jaar | Inwoneraantal |
| ---- | ------------- |
| 1991 | 13.245        |
| 2001 | 13.373        |

## Geografie
De gemeente ligt op ongeveer 99 m boven zeeniveau.
Opera grenst aan de volgende gemeenten: Milaan, San Donato Milanese, Rozzano, Locate di Triulzi, Pieve Emanuele, San Giuliano Milanese.